# Plesina nepalensis
Plesina nepalensis là một loài ruồi trong họ Tachinidae.